# Frankrigs Grand Prix 2021
Frankrigs Grand Prix 2021 (officielt navn: Formula 1 Emirates Grand Prix de France 2021) var et Formel 1-løb, som blev kørt den 20. juni 2021 på Circuit Paul Ricard i Le Castellet, Frankrig. Det var det syenvde løb i Formel 1-sæsonen 2021, og 88. gang Frankrigs Grand Prix blev arrangeret.

## Kvalifikation
| Pos.               | Nr. | Kører              | Konstruktør           | Del 1     | Del 2     | Del 3    | Grid |
| ------------------ | --- | ------------------ | --------------------- | --------- | --------- | -------- | ---- |
| 1                  | 33  | Max Verstappen     | Red Bull Racing-Honda | 1.31,001  | 1.31,080  | 1.29,990 | 1    |
| 2                  | 44  | Lewis Hamilton     | Mercedes              | 1.31,237  | 1.30,778  | 1.30,248 | 2    |
| 3                  | 77  | Valtteri Bottas    | Mercedes              | 1.31,669  | 1.30,735  | 1.30,376 | 3    |
| 4                  | 11  | Sergio Pérez       | Red Bull Racing-Honda | 1.31,560  | 1.30,971  | 1.30,445 | 4    |
| 5                  | 55  | Carlos Sainz, Jr.  | Ferrari               | 1.32,079  | 1.31,146  | 1.30,840 | 5    |
| 6                  | 10  | Pierre Gasly       | AlphaTauri-Honda      | 1.31,898  | 1.31,353  | 1.30,868 | 6    |
| 7                  | 16  | Charles Leclerc    | Ferrari               | 1.32,209  | 1.31,567  | 1.30,987 | 7    |
| 8                  | 4   | Lando Norris       | McLaren-Mercedes      | 1.31,733  | 1.31,542  | 1.31,252 | 8    |
| 9                  | 14  | Fernando Alonso    | Alpine-Renault        | 1.32,158  | 1.31,549  | 1.31,340 | 9    |
| 10                 | 3   | Daniel Ricciardo   | McLaren-Mercedes      | 1.32,181  | 1.31,615  | 1.31,382 | 10   |
| 11                 | 31  | Esteban Ocon       | Alpine-Renault        | 1.32,139  | 1.31,736  | N/A      | 11   |
| 12                 | 5   | Sebastian Vettel   | Aston Martin-Mercedes | 1.32,132  | 1.31,767  | N/A      | 12   |
| 13                 | 99  | Antonio Giovinazzi | Alfa Romeo-Ferrari    | 1.32,722  | 1.31,813  | N/A      | 13   |
| 14                 | 63  | George Russell     | Williams-Mercedes     | 1.33,060  | 1.32,065  | N/A      | 14   |
| 15                 | 47  | Mick Schumacher    | Haas-Ferrari          | 1.32,942  | Ingen tid | N/A      | 15   |
| 16                 | 6   | Nicholas Latifi    | Williams-Mercedes     | 1.33,062  | N/A       | N/A      | 16   |
| 17                 | 7   | Kimi Räikkönen     | Alfa Romeo-Ferrari    | 1.33,354  | N/A       | N/A      | 17   |
| 18                 | 9   | Nikita Masepin     | Haas-Ferrari          | 1.33,554  | N/A       | N/A      | 18   |
| 107%-tid: 1.37,371 |     |                    |                       |           |           |          |      |
| —                  | 18  | Lance Stroll       | Aston Martin-Mercedes | 2.12,584  | N/A       | N/A      | 191  |
| —                  | 22  | Yuki Tsunoda       | AlphaTauri-Honda      | Ingen tid | N/A       | N/A      | PL2  |
| Kilde:             |     |                    |                       |           |           |          |      |

Noter:
↑1 - Lance Stroll lykkedes ikke at sætte en tid indenfor 107%-tiden, men fik lov til at ræse i løbet alligevel.
↑2 - Yuki Tsunoda satte ikke en tid efter et uheld i kvalifikationen. Han blev herefter tvunget til at starte fra pit lane, efter at skulle lave ændringer på gulvet og affjedringen i bilen.

## Resultat
| Pos.                                                               | Nr. | Kører              | Konstruktør           | Omgange | Tid/Udgået  | Startpos. | Point |
| ------------------------------------------------------------------ | --- | ------------------ | --------------------- | ------- | ----------- | --------- | ----- |
| 1                                                                  | 33  | Max Verstappen     | Red Bull Racing-Honda | 53      | 1:27.25,770 | 1         | 261   |
| 2                                                                  | 44  | Lewis Hamilton     | Mercedes              | 53      | +2,904      | 2         | 18    |
| 3                                                                  | 11  | Sergio Pérez       | Red Bull Racing-Honda | 53      | +8,811      | 4         | 15    |
| 4                                                                  | 77  | Valtteri Bottas    | Mercedes              | 53      | +14,618     | 3         | 12    |
| 5                                                                  | 4   | Lando Norris       | McLaren-Mercedes      | 53      | +1.04,032   | 8         | 10    |
| 6                                                                  | 3   | Daniel Ricciardo   | McLaren-Mercedes      | 53      | +1.15,857   | 10        | 8     |
| 7                                                                  | 10  | Pierre Gasly       | AlphaTauri-Honda      | 53      | +1.16,596   | 6         | 6     |
| 8                                                                  | 14  | Fernando Alonso    | Alpine-Renault        | 53      | +1.17,695   | 9         | 4     |
| 9                                                                  | 5   | Sebastian Vettel   | Aston Martin-Mercedes | 53      | +1.19,666   | 12        | 2     |
| 10                                                                 | 18  | Lance Stroll       | Aston Martin-Mercedes | 53      | +1.31,946   | 19        | 1     |
| 11                                                                 | 55  | Carlos Sainz, Jr.  | Ferrari               | 53      | +1.39,337   | 5         |       |
| 12                                                                 | 63  | George Russell     | Williams-Mercedes     | 52      | +1 omgang   | 14        |       |
| 13                                                                 | 22  | Yuki Tsunoda       | AlphaTauri-Honda      | 52      | +1 omgang   | PL        |       |
| 14                                                                 | 31  | Esteban Ocon       | Alpine-Renault        | 52      | +1 omgang   | 11        |       |
| 15                                                                 | 99  | Antonio Giovinazzi | Alfa Romeo-Ferrari    | 52      | +1 omgang   | 13        |       |
| 16                                                                 | 16  | Charles Leclerc    | Ferrari               | 52      | +1 omgang   | 7         |       |
| 17                                                                 | 7   | Kimi Räikkönen     | Alfa Romeo-Ferrari    | 52      | +1 omgang   | 17        |       |
| 18                                                                 | 6   | Nicholas Latifi    | Williams-Mercedes     | 52      | +1 omgang   | 16        |       |
| 19                                                                 | 47  | Mick Schumacher    | Haas-Ferrari          | 52      | +1 omgang   | 15        |       |
| 20                                                                 | 9   | Nikita Masepin     | Haas-Ferrari          | 52      | +1 omgang   | 18        |       |
| Hurtigste omgang: Max Verstappen (Red Bull) - 1:36.404 (omgang 35) |     |                    |                       |         |             |           |       |
| Kilde:                                                             |     |                    |                       |         |             |           |       |

Noter:
↑1 - Inkluderer point for hurtigste omgang.

## Stilling i mesterskaberne efter løbet
| Pos. | Kører           | Point |
| ---- | --------------- | ----- |
| 1    | Max Verstappen  | 131   |
| 2    | Lewis Hamilton  | 119   |
| 3    | Sergio Pérez    | 84    |
| 4    | Lando Norris    | 76    |
| 5    | Valtteri Bottas | 59    |

| Pos. | Konstruktør      | Point |
| ---- | ---------------- | ----- |
| 1    | Red Bull-Honda   | 215   |
| 2    | Mercedes         | 178   |
| 3    | McLaren-Mercedes | 110   |
| 4    | Ferrari          | 94    |
| 5    | AlphaTauri-Honda | 45    |